# Třebenice
Třebenice (deutsch Trebnitz) ist eine Stadt in Nordböhmen. Sie gehört zum Bezirk Leitmeritz in der Aussiger Region. Sie liegt in 228 m ü. M. sechs Kilometer südwestlich von Lovosice im Tal des Flüsschens Modla und 16 Kilometer westlich von Litoměřice (Leitmeritz).

## Geschichte
Třebenice wurde erstmals erwähnt im Jahre 1227 als Besitz des Klosters St. Georg auf der Prager Burg. Zu dem Besitz gehörte auch die Burg Košťálov, die heute noch als Ruine erhalten ist. Sie wird zum ersten Mal 1372 genannt. Anfang der Hussitenkriege gelangte sie in den Besitz des Geschlechts Cappleri de Sulewicz. Im 16. Jahrhundert wurde die Burg aufgegeben.

## Gemeindegliederung
Die Stadt Třebenice besteht aus den Ortsteilen Kocourov (Kotzauer), Kololeč (Kolloletsch), Lhota (Lhotta), Lipá (Lippai), Medvědice (Nedwieditsch), Mrsklesy (Merskles), Sutom (Suttom), Teplá (Tepley / Töplei) und Třebenice (Trebnitz). Grundsiedlungseinheiten sind Kocourov, Kololeč, Lhota, Medvědice, Mrsklesy, Sutom, Teplá und Třebenice. Zu Třebenice gehört außerdem die Ansiedlung Dřinek (Trinka).
Das Gemeindegebiet gliedert sich in die Katastralbezirke Kocourov u Medvědic, Kololeč, Lhota u Medvědic, Medvědice, Mrsklesy, Sutom, Teplá u Třebenic und Třebenice.

## Sehenswürdigkeiten

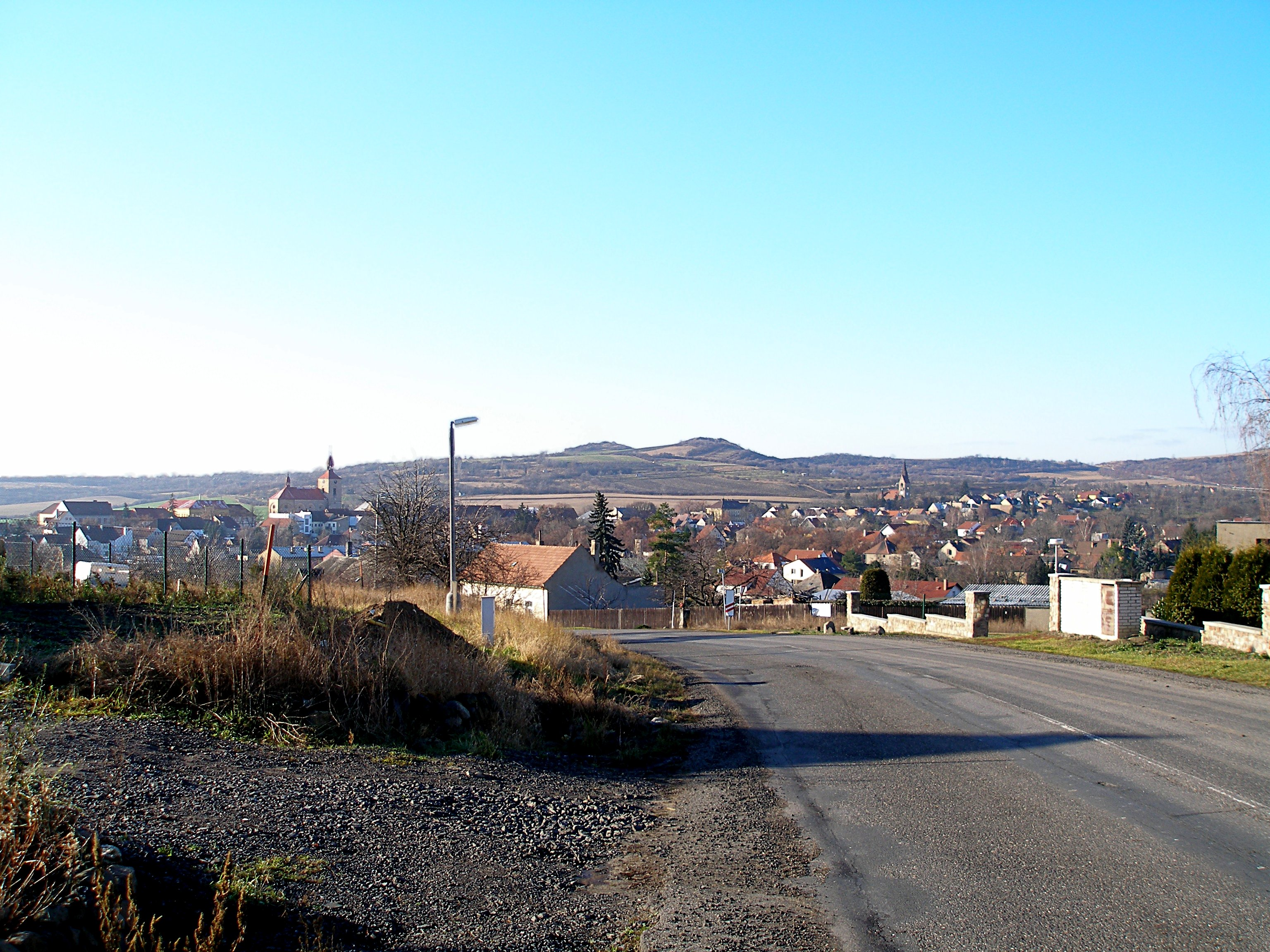
Třebenice von Nordosten gesehen

In der Stadt im Südwesten des Böhmischen Mittelgebirges besteht in der früheren evangelischen Kirche das „Museum der böhmischen Granate“ (Muzeum Českého Granátu), das u. a. den Granatschmuck von Ulrike von Levetzow, der letzten Geliebten von Johann Wolfgang von Goethe, enthält. Sehenswert ist weiterhin die Kirche der Geburt der Jungfrau Maria, erbaut in den Jahren 1591 bis 1601 und die frühbarocke Kirchhofkapelle der Heiligen Dreieinigkeit, erbaut in den Jahren 1692 bis 1696.
Nördlich befindet sich der Berg Košťál mit der Ruine der Burg Košťálov. Auf einem Felsen beim Dorf Vlastislav steht der weit sichtbare Bergfried der Burg Skalka (Skalken). Nordwestlich liegen der durch einen Steinbruch stark verkleinerte Berg Vršetín sowie Berg und Burgruine Oltářík/Hrádek. Die südliche Nachbargemeinde Klapý wird von der Hazmburk (Hasenburg) überragt.

## Persönlichkeiten
- Franz Pettrich (1770–1844), Bildhauer
- Josef Titta (1863–1923), Arzt und Obmann des Volksrates der Deutschen in Böhmen
- Paulus Sladek (1908–2002), Theologe, Gründungsmitglied der Ackermann-Gemeinde
- Wilhelm Schöbel (1926–2011), später Vorsitzender des Heimatkreis Leitmeritz in Deutschland
- Peter Kuschel (* 1940), Bildhauer und Maler
- Günther Mahal (1944–2024), Germanist und Literaturwissenschaftler